# Andros (Bahamy)

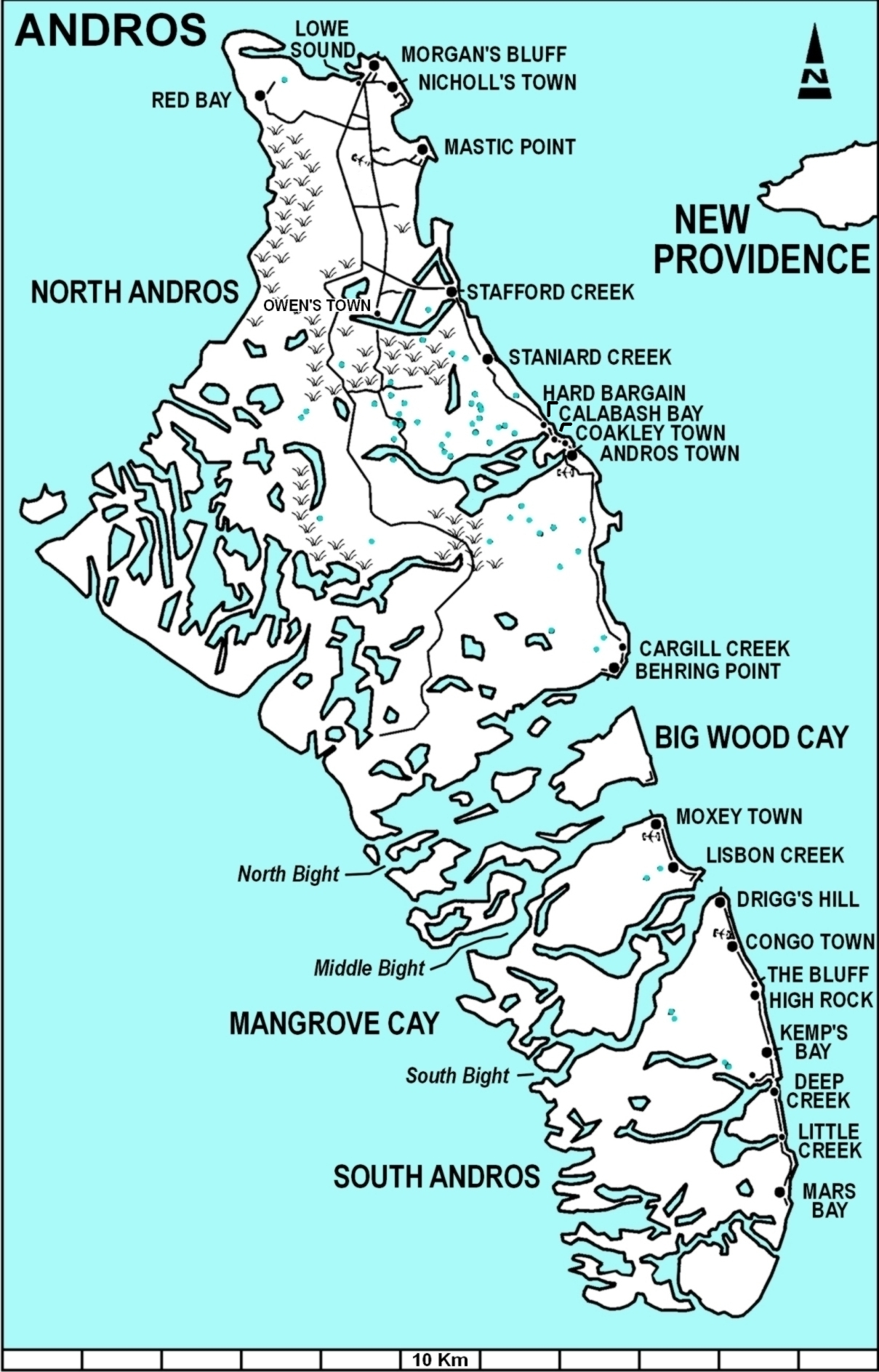
Mapa

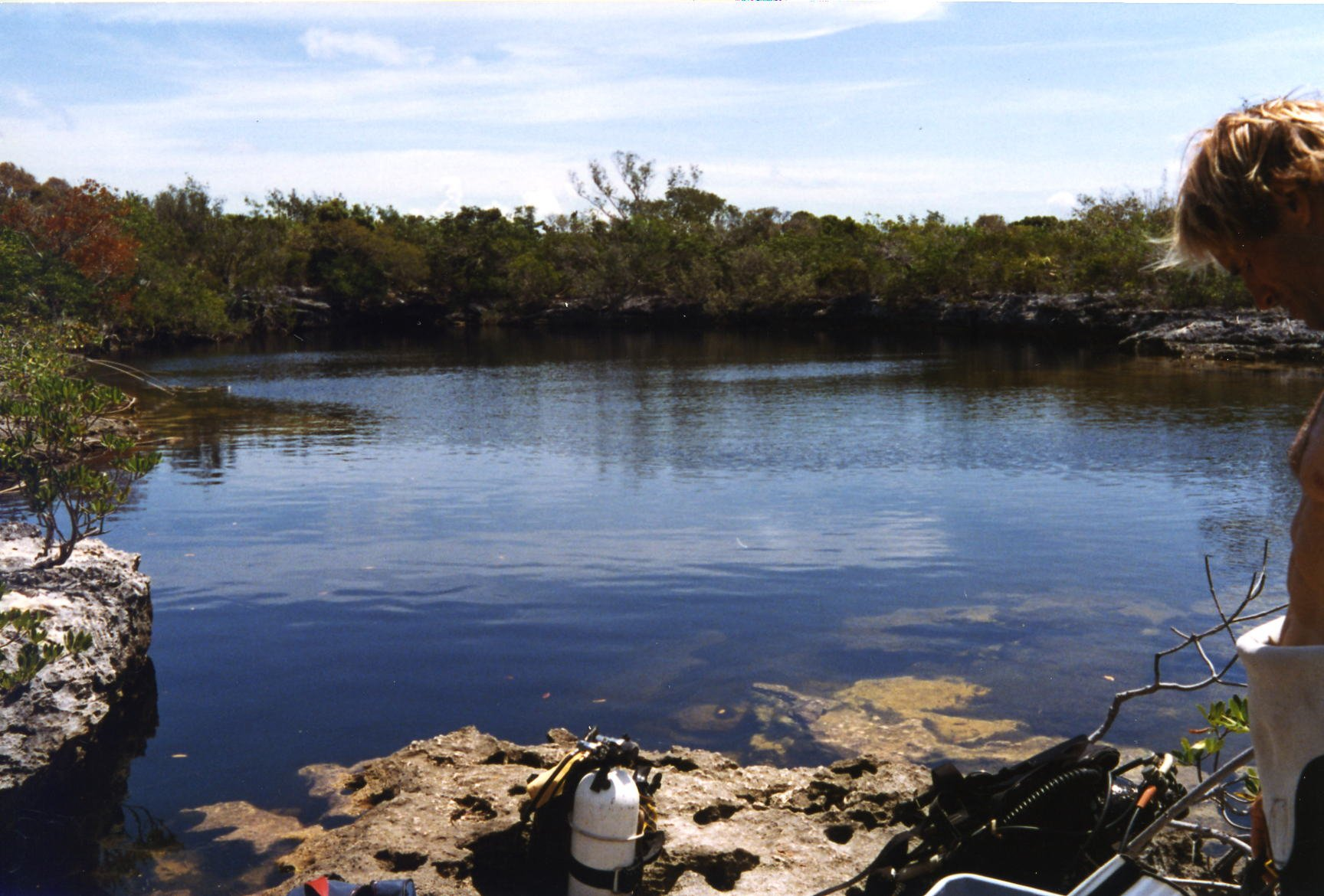
Modrá díra ve vnitrozemí ostrova

Andros je součástí Bahamských ostrovů. Je tradičně označován jako ostrov (oficiální název Andros Island), ale ve skutečnosti jde o skupinu stovek ostrovů oddělených úzkými mělkými průlivy. Největším z nich je North Andros se 3349 km². Celý Andros má rozlohu 5957 km² a je zdaleka největším bahamským ostrovem. Žije však na něm pouze okolo osmi tisíc obyvatel, soustředěných v úzkém pásu podél východního pobřeží, kde leží také hlavní město Andros Town. Zbytek ostrova je pokryt deštným pralesem a mangrovy, Andros zásobuje zbytek Baham dřevem a pitnou vodou.
Mezi Androsem a sousedním ostrovem New Providence se nachází hlubokomořský příkop známý jako Tongue of the Ocean, dosahující až dvoukilometrové hloubky. Ostrov lemuje Andros Barrier Reef, třetí nejdelší korálový útes na světě. Pro rovinaté vnitrozemí Androsu jsou charakteristické četné modré díry, sladkovodní jezírka vzniklá jako závrty. V lesích ostrova roste množství vzácných vanilovníků. Endemickými druhy ptáků jsou kukačka Merlinova a žluva Icterus northropi. Andros leží v oblasti hurikánů, obzvlášť ničivý zasáhl ostrov v září 1929 a dostal název Great Andros Island Hurricane.
Původními obyvateli ostrova byli Taínové, kteří vymřeli na choroby zavlečené Evropany. Ostrovu pak vládli Španělé a Angličané, byl také pirátskou základnou. V roce 1718 se stal součástí britské kolonie Bahamy. Své výzkumy zde konal přírodovědec Mark Catesby. Tradičním zdrojem obživy byl rybolov a sběr mořských hub, v moderní době převládl turistický průmysl. Návštěvníci vyhledávají zdejší čisté a klidné pláže, modré díry lákají vyznavače potápění (byl mezi nimi i Jacques-Yves Cousteau, který zde natočil množství záběrů do svých přírodopisných filmů), sportovní rybáři loví na mušky albulu liščí. V obci Fresh Creek se nachází výzkumný ústav Atlantic Undersea Test and Evaluation Center, který patří americkému námořnictvu. Domorodci se vyznačují svérázným folklórem, typické jsou pestré batikované kroje, na ostrově se tradují legendy o záhadných zvířatech lusca (obří lidožravá chobotnice) a chickcharney (vysoký kráčivý pták, příběhy o něm jsou zřejmě inspirovány již vymřelým druhem obří nelétavé sovy Tyto pollens).